# Kaiping (Tangshan)
Kaiping (en chino, 开平; pinyin, Kāipíng) es un distrito urbano bajo la administración directa de la Prefectura Tangshan  en la Provincia de Hebei, República Popular China.  Su área es de 237 km² y su población total para 2010 superó los 260 mil habitantes. 

## Administración
Desde julio de 2023, el  Distrito Kaiping   se divide en 11 pueblos que se administran en 5 subdistritos y 6   poblados.

## Historia
Desde la dinastía Qin hasta la dinastía Han, el actual distrito Kaiping fue parte de la comandancia de Youbeiping. Durante la dinastía Tang, el área se reorganizó como Condado Shicheng (石城县). El condado Shicheng fue abolido durante la dinastía Liao. El área se reorganizó como Condado Yifeng (义丰县) durante la dinastía Yuan. Durante la dinastía Ming, el área cayó bajo la jurisdicción de Zhending Fu. En la dinastía Qing, el área se dividió entre los condados Luanzhou (滦州县) y Fengrun (丰润县).
En 1949, tras el establecimiento de la República Popular China, el área se reorganizó como el Quinto Distrito de Tangshan (唐山市第五区). En 1956, quedó bajo la jurisdicción del Distrito Jiao (郊区). El área se organizó brevemente como Distrito Kaiping entre 1961 y 1965, antes de ser reemplazado por el Distrito de Jiao. En 1982, se restableció el distrito Kaiping.